# Bart Lubbers
Bart Lubbers (Rotterdam, 4 december 1965) is een Nederlands ondernemer.

## Carrière
Lubbers werd geboren als tweede zoon van de zakenman en latere politicus Ruud Lubbers en Ria Hoogeweegen. Hij studeerde geschiedenis aan de Universiteit Utrecht en werkte in een verzinkerij in Indonesië. Daarna deed hij een MBA-opleiding aan de Rotterdam School of Management van de Erasmus Universiteit Rotterdam en aan de Stern Business School (New York University) in New York. 
In 1993 trad hij in dienst bij Coopers & Lybrand waar hij over fusies en overnames adviseerde. Daarna adviseerde hij zelfstandig bedrijven en werd hij directeur van investeringsmaatschappij Breesaap. Naast de investeringen voor Breesaap zette Lubbers met anderen een aantal zaken op in Amsterdam, onder andere restaurant Wilhelmina-dok, café-restaurant De Pont, het Tolhuis en filmtheater de Uitkijk.
In 1999 begon Lubbers met Tiago Jurgens en de Duitse journalist Falk Majeda de gratis krant Metro, de Nederlandse editie van de Zweedse krantenuitgeverij Metro International. Aanvankelijk had het drietal 50% van de aandelen, later werd dit teruggebracht tot 10%. In 2005 werden hun aandelen teruggekocht door het moederconcern. 
In 1997 publiceerde hij het boek "Hoeveel Euro krijg ik voor mijn Gulden".
Op 1 februari 2012 richten hij en Michiel Langezaal Fastned BV op. De twee namen elk een aandelenbelang van 50%. In 2013 schrijft hij "Fastned story", dit verhaal geeft een overzicht hoe het idee tot stand is gekomen en het bedrijf Fastned van start is gegaan.

## Privé
Lubbers is gehuwd, heeft vier kinderen en woont in Amsterdam.